# 2004-es labdarúgó-Európa-bajnokság (keretek)
Ez a szócikk tartalmazza a 2004-es labdarúgó-Európa-bajnokságon részt vevő csapatok által nevezett játékosok listáját. Minden csapatnak huszonhárom játékost kellett neveznie.
A játékosok életkora az Eb első napjának, azaz 2004. június 12-i állapotnak megfelelőek.

## A csoport

### Görögország
Szövetségi kapitány:  Otto Rehhagel
| Szám | Poszt | Név                        | Születési dátum (Kor)            | Vál. | Klub               |
| ---- | ----- | -------------------------- | -------------------------------- | ---- | ------------------ |
| 1    | K     | Andónisz Nikopolídisz      | 1971. január 14. (33 évesen)     | 42   | Olimbiakósz        |
| 2    | V     | Júrkasz Szeitarídisz       | 1981. június 4. (23 évesen)      | 18   | Panathinaikósz     |
| 3    | V     | Sztilianósz Venetídisz     | 1976. november 19. (27 évesen)   | 36   | Olimbiakósz        |
| 4    | V     | Níkosz Dambízasz           | 1973. augusztus 3. (30 évesen)   | 67   | Leicester City     |
| 5    | V     | Traianósz Délasz           | 1976. január 31. (28 évesen)     | 16   | Roma               |
| 6    | KP    | Ángelosz Baszinász         | 1976. január 3. (28 évesen)      | 42   | Panathinaikósz     |
| 7    | KP    | Theódorosz Zagorákisz (cs) | 1971. október 27. (32 évesen)    | 88   | AÉK                |
| 8    | KP    | Sztilianósz Janakópulosz   | 1974. július 12. (29 évesen)     | 36   | Bolton Wanderers   |
| 9    | CS    | Ángelosz Harisztéasz       | 1980. február 9. (24 évesen)     | 26   | Werder Bremen      |
| 10   | KP    | Vaszíliosz Cártasz         | 1972. november 12. (31 évesen)   | 57   | AÉK                |
| 11   | CS    | Démisz Nikolaídisz         | 1973. szeptember 17. (30 évesen) | 50   | Atlético de Madrid |
| 12   | K     | Kósztasz Halkiász          | 1974. május 30. (30 évesen)      | 4    | Panathinaikósz     |
| 13   | K     | Fánisz Katerjanákisz       | 1974. február 16. (30 évesen)    | 6    | Olimbiakósz        |
| 14   | V     | Tákisz Físzasz             | 1973. június 12. (31 évesen)     | 30   | SL Benfica         |
| 15   | CS    | Zíszisz Vrízasz            | 1973. november 9. (30 évesen)    | 45   | Fiorentina         |
| 16   | KP    | Pantelísz Kafész           | 1978. június 24. (25 évesen)     | 18   | Olimbiakósz        |
| 17   | KP    | Jórgosz Jeorjiádisz        | 1972. március 8. (32 évesen)     | 57   | Olimbiakósz        |
| 18   | V     | Jánisz Gúmasz              | 1975. május 24. (29 évesen)      | 27   | Panathinaikósz     |
| 19   | V     | Mihálisz Kapszísz          | 1973. október 18. (30 évesen)    | 8    | AÉK                |
| 20   | KP    | Jórgosz Karangúnisz        | 1977. március 6. (27 évesen)     | 30   | Internazionale     |
| 21   | KP    | Konsztandínosz Kacuránisz  | 1979. június 26. (24 évesen)     | 5    | AÉK                |
| 22   | CS    | Dimítriosz Papadópulosz    | 1981. szeptember 20. (22 évesen) | 6    | Panathinaikósz     |
| 23   | KP    | Vaszílisz Lákisz           | 1976. szeptember 10. (27 évesen) | 29   | AÉK                |

### Portugália
Szövetségi kapitány:  Luiz Felipe Scolari
| Szám | Poszt | Név                 | Születési dátum (Kor)            | Vál. | Klub                |
| ---- | ----- | ------------------- | -------------------------------- | ---- | ------------------- |
| 1    | K     | Ricardo             | 1976. február 11. (28 évesen)    | 26   | Sporting CP         |
| 2    | V     | Paulo Ferreira      | 1979. január 18. (25 évesen)     | 11   | FC Porto            |
| 3    | V     | Rui Jorge           | 1973. március 27. (31 évesen)    | 42   | Sporting CP         |
| 4    | V     | Jorge Andrade       | 1978. április 9. (26 évesen)     | 21   | Deportivo La Coruña |
| 5    | V     | Fernando Couto (cs) | 1969. augusztus 2. (34 évesen)   | 106  | Lazio               |
| 6    | KP    | Costinha            | 1974. december 1. (29 évesen)    | 23   | FC Porto            |
| 7    | KP    | Luís Figo           | 1972. november 4. (31 évesen)    | 103  | Real Madrid         |
| 8    | KP    | Petit               | 1976. szeptember 25. (27 évesen) | 19   | Benfica             |
| 9    | CS    | Pauleta             | 1973. április 28. (31 évesen)    | 55   | Paris Saint-Germain |
| 10   | KP    | Rui Costa           | 1972. március 29. (32 évesen)    | 89   | Milan               |
| 11   | CS    | Simão               | 1979. október 31. (24 évesen)    | 27   | Benfica             |
| 12   | K     | Quim                | 1975. november 13. (28 évesen)   | 21   | Sporting de Braga   |
| 13   | V     | Miguel              | 1980. január 4. (24 évesen)      | 13   | Benfica             |
| 14   | V     | Nuno Valente        | 1974. szeptember 12. (29 évesen) | 9    | FC Porto            |
| 15   | V     | Beto                | 1976. május 3. (28 évesen)       | 30   | Sporting CP         |
| 16   | V     | Ricardo Carvalho    | 1978. május 18. (26 évesen)      | 4    | FC Porto            |
| 17   | CS    | Cristiano Ronaldo   | 1985. február 5. (19 évesen)     | 6    | Manchester United   |
| 18   | KP    | Maniche             | 1977. november 11. (26 évesen)   | 7    | FC Porto            |
| 19   | KP    | Tiago               | 1981. május 3. (23 évesen)       | 9    | Benfica             |
| 20   | KP    | Deco                | 1977. augusztus 27. (26 évesen)  | 12   | FC Porto            |
| 21   | CS    | Nuno Gomes          | 1976. július 5. (27 évesen)      | 39   | Benfica             |
| 22   | K     | José Moreira        | 1982. március 20. (22 évesen)    | 0    | Benfica             |
| 23   | CS    | Hélder Postiga      | 1982. augusztus 2. (21 évesen)   | 6    | Tottenham Hotspur   |

### Oroszország
Szövetségi kapitány:  Georgij Jarcev
| Szám | Poszt | Név                     | Születési dátum (Kor)            | Vál. | Klub                     |
| ---- | ----- | ----------------------- | -------------------------------- | ---- | ------------------------ |
| 1    | K     | Szergej Ovcsinnyikov    | 1970. október 11. (33 évesen)    | 31   | Lokomotyiv Moszkva       |
| 2    | KP    | Vlagyiszlav Ragyimov    | 1975. november 26. (28 évesen)   | 29   | Zenyit Szankt-Petyerburg |
| 3    | CS    | Dmitrij Szicsov         | 1983. október 26. (20 évesen)    | 15   | Lokomotyiv Moszkva       |
| 4    | KP    | Alekszej Szmertyin (cs) | 1975. május 1. (29 évesen)       | 40   | Portsmouth               |
| 5    | KP    | Andrej Karjaka          | 1978. április 1. (26 évesen)     | 17   | Krilja Szovetov Szamara  |
| 6    | KP    | Igor Szemsov            | 1978. április 6. (26 évesen)     | 6    | Torpedo Moszkva          |
| 7    | KP    | Marat Izmajlov          | 1982. szeptember 21. (21 évesen) | 17   | Lokomotyiv Moszkva       |
| 8    | KP    | Rolan Guszev            | 1977. szeptember 17. (26 évesen) | 25   | CSZKA Moszkva            |
| 9    | CS    | Dmitrij Bulikin         | 1979. november 20. (24 évesen)   | 8    | Gyinamo Moszkva          |
| 10   | KP    | Alekszandr Mosztovoj    | 1968. augusztus 22. (35 évesen)  | 64   | Celta de Vigo            |
| 11   | CS    | Alekszandr Kerzsakov    | 1982. november 27. (21 évesen)   | 17   | Zenyit Szankt-Petyerburg |
| 12   | K     | Vjacseszlav Malafejev   | 1979. március 4. (25 évesen)     | 2    | Zenyit Szankt-Petyerburg |
| 13   | V     | Roman Saronov           | 1976. február 8. (28 évesen)     | 3    | Rubin Kazany             |
| 14   | V     | Alekszandr Anyukov      | 1982. szeptember 28. (21 évesen) | 1    | Krilja Szovetov Szamara  |
| 15   | KP    | Dmitrij Alenyicsev      | 1972. október 20. (31 évesen)    | 50   | FC Porto                 |
| 16   | V     | Vagyim Jevszejev        | 1976. január 8. (28 évesen)      | 2    | Lokomotyiv Moszkva       |
| 17   | V     | Dmitrij Szennyikov      | 1976. június 24. (27 évesen)     | 13   | Lokomotyiv Moszkva       |
| 18   | CS    | Dmitrij Kiricsenko      | 1977. január 17. (27 évesen)     | 4    | CSZKA Moszkva            |
| 19   | KP    | Vlagyimir Bisztrov      | 1984. január 31. (20 évesen)     | 2    | Zenyit Szankt-Petyerburg |
| 20   | KP    | Dmitrij Loszkov         | 1974. február 12. (30 évesen)    | 13   | Lokomotyiv Moszkva       |
| 21   | V     | Alekszej Bugajev        | 1981. augusztus 25. (22 évesen)  | 1    | Torpedo Moszkva          |
| 22   | KP    | Jevgenyij Aldonyin      | 1980. január 22. (24 évesen)     | 12   | CSZKA Moszkva            |
| 23   | K     | Igor Akinfejev          | 1986. április 8. (18 évesen)     | 1    | CSZKA Moszkva            |

### Spanyolország
Szövetségi kapitány:  Iñaki Sáez
| Szám | Poszt | Név                 | Születési dátum (Kor)            | Vál. | Klub                   |
| ---- | ----- | ------------------- | -------------------------------- | ---- | ---------------------- |
| 1    | K     | Santiago Cañizares  | 1969. december 18. (34 évesen)   |      | Valencia               |
| 2    | V     | Joan Capdevila      | 1978. február 3. (26 évesen)     |      | Deportivo de La Coruña |
| 3    | V     | Carlos Marchena     | 1979. július 31. (24 évesen)     |      | Valencia               |
| 4    | KP    | David Albelda       | 1977. szeptember 1. (26 évesen)  |      | Valencia               |
| 5    | V     | Carles Puyol        | 1978. április 13. (26 évesen)    |      | Barcelona              |
| 6    | V     | Iván Helguera       | 1975. március 28. (29 évesen)    |      | Real Madrid            |
| 7    | CS    | Raúl                | 1977. június 27. (26 évesen)     |      | Real Madrid            |
| 8    | KP    | Rubén Baraja        | 1975. július 11. (28 évesen)     |      | Valencia               |
| 9    | CS    | Fernando Torres     | 1984. március 20. (20 évesen)    |      | Atlético de Madrid     |
| 10   | CS    | Fernando Morientes  | 1976. április 5. (28 évesen)     |      | Monaco                 |
| 11   | CS    | Albert Luque        | 1978. március 11. (26 évesen)    |      | Deportivo de La Coruña |
| 12   | V     | Gabri               | 1979. február 10. (25 évesen)    |      | Barcelona              |
| 13   | K     | Daniel Aranzubia    | 1979. szeptember 18. (24 évesen) |      | Athletic Bilbao        |
| 14   | KP    | Vicente             | 1981. július 16. (22 évesen)     |      | Valencia               |
| 15   | V     | Raúl Bravo          | 1981. április 14. (23 évesen)    |      | Real Madrid            |
| 16   | KP    | Xabi Alonso         | 1981. november 25. (22 évesen)   |      | Real Sociedad          |
| 17   | CS    | Joseba Etxeberria   | 1977. szeptember 5. (26 évesen)  |      | Athletic Bilbao        |
| 18   | V     | César Martín        | 1977. április 3. (27 évesen)     |      | Deportivo de La Coruña |
| 19   | KP    | Joaquín             | 1981. július 21. (22 évesen)     |      | Real Betis             |
| 20   | KP    | Xavi                | 1980. január 25. (24 évesen)     |      | Barcelona              |
| 21   | KP    | Juan Carlos Valerón | 1975. június 17. (28 évesen)     |      | Deportivo de La Coruña |
| 22   | V     | Juanito             | 1976. július 23. (27 évesen)     |      | Real Betis             |
| 23   | K     | Iker Casillas       | 1981. május 20. (23 évesen)      |      | Real Madrid            |

## B csoport

### Horvátország
Szövetségi kapitány:  Otto Barić
| Szám | Poszt | Név              | Születési dátum (Kor)            | Vál. | Klub             |
| ---- | ----- | ---------------- | -------------------------------- | ---- | ---------------- |
| 1    | K     | Vladimir Vasilj1 | 1975. július 6. (28 évesen)      |      | NK Varteks       |
| 2    | KP    | Mario Tokić      | 1975. július 23. (28 évesen)     |      | Grazer           |
| 3    | KP    | Josip Šimunić    | 1978. február 18. (26 évesen)    |      | Hertha BSC       |
| 4    | V     | Stjepan Tomas    | 1976. március 6. (28 évesen)     |      | Fenerbahçe       |
| 5    | V     | Igor Tudor       | 1978. április 16. (26 évesen)    |      | Juventus         |
| 6    | V     | Boris Živković   | 1975. november 15. (28 évesen)   |      | Stuttgart        |
| 7    | KP    | Milan Rapaić     | 1973. augusztus 16. (30 évesen)  |      | Ancona           |
| 8    | V     | Darijo Srna      | 1982. május 1. (22 évesen)       |      | Sahtar Doneck    |
| 9    | CS    | Dado Pršo        | 1974. november 5. (29 évesen)    |      | Monaco           |
| 10   | KP    | Niko Kovač       | 1971. október 15. (32 évesen)    |      | Hertha BSC       |
| 11   | CS    | Tomislav Šokota  | 1977. április 8. (27 évesen)     |      | Benfica          |
| 12   | K     | Tomislav Butina  | 1974. március 30. (30 évesen)    |      | Club Brugge      |
| 13   | V     | Dario Šimić      | 1975. november 12. (28 évesen)   |      | Milan            |
| 14   | V     | Mato Neretljak   | 1979. június 3. (25 évesen)      |      | Hajduk Split     |
| 15   | KP    | Jerko Leko       | 1980. április 9. (24 évesen)     |      | Dinamo Kijiv     |
| 16   | KP    | Marko Babić      | 1981. január 28. (23 évesen)     |      | Bayer Leverkusen |
| 17   | CS    | Ivan Klasnić     | 1980. január 29. (24 évesen)     |      | Werder Bremen    |
| 18   | CS    | Ivica Olić       | 1979. szeptember 14. (24 évesen) |      | CSZKA Moszkva    |
| 19   | CS    | Ivica Mornar     | 1974. január 12. (30 évesen)     |      | Portsmouth       |
| 20   | KP    | Đovani Roso      | 1972. november 17. (31 évesen)   |      | Makkabi Haifa    |
| 21   | V     | Robert Kovač     | 1974. április 6. (30 évesen)     |      | Bayern München   |
| 22   | KP    | Nenad Bjelica    | 1971. augusztus 20. (32 évesen)  |      | Kaiserslautern   |
| 23   | K     | Joey Didulica    | 1977. október 14. (26 évesen)    |      | Austria Wien     |

- 1.:Stipe Pletikosa sérülése miatt Vladimir Vasilj került a keretbe.

### Anglia
Szövetségi kapitány:  Sven-Göran Eriksson
| Szám | Poszt | Név             | Születési dátum (Kor)            | Vál. | Klub              |
| ---- | ----- | --------------- | -------------------------------- | ---- | ----------------- |
| 1    | K     | David James     | 1970. augusztus 1. (33 évesen)   | 24   | Manchester City   |
| 2    | V     | Gary Neville    | 1975. február 18. (29 évesen)    | 63   | Manchester United |
| 3    | V     | Ashley Cole     | 1980. december 20. (23 évesen)   | 26   | Arsenal           |
| 4    | KP    | Steven Gerrard  | 1980. május 30. (24 évesen)      | 24   | Liverpool         |
| 5    | V     | John Terry      | 1980. december 7. (23 évesen)    | 8    | Chelsea           |
| 6    | V     | Sol Campbell    | 1974. szeptember 18. (29 évesen) | 58   | Arsenal           |
| 7    | KP    | David Beckham   | 1975. május 2. (29 évesen)       | 68   | Real Madrid       |
| 8    | KP    | Paul Scholes    | 1974. november 16. (29 évesen)   | 62   | Manchester United |
| 9    | CS    | Wayne Rooney    | 1985. október 24. (18 évesen)    | 13   | Everton           |
| 10   | CS    | Michael Owen    | 1979. december 14. (24 évesen)   | 56   | Liverpool         |
| 11   | KP    | Frank Lampard   | 1978. június 20. (25 évesen)     | 19   | Chelsea           |
| 12   | V     | Wayne Bridge    | 1980. augusztus 5. (23 évesen)   | 17   | Chelsea           |
| 13   | K     | Robinson        | 1979. október 15. (24 évesen)    | 5    | Tottenham Hotspur |
| 14   | V     | Phil Neville    | 1977. január 21. (27 évesen)     | 48   | Manchester United |
| 15   | V     | Ledley King     | 1980. december 10. (23 évesen)   | 5    | Tottenham Hotspur |
| 16   | V     | Jamie Carragher | 1978. január 28. (26 évesen)     | 12   | Liverpool         |
| 17   | KP    | Nicky Butt      | 1975. január 21. (29 évesen)     | 35   | Manchester United |
| 18   | KP    | Owen Hargreaves | 1981. január 20. (23 évesen)     | 19   | Bayern München    |
| 19   | KP    | Joe Cole        | 1981. november 8. (22 évesen)    | 17   | Chelsea           |
| 20   | KP    | Kieron Dyer     | 1978. december 29. (25 évesen)   | 22   | Newcastle United  |
| 21   | CS    | Emile Heskey    | 1978. január 11. (26 évesen)     | 42   | Birmingham City   |
| 22   | K     | Ian Walker      | 1971. október 31. (32 évesen)    | 4    | Leicester City    |
| 23   | CS    | Darius Vassell  | 1980. június 13. (23 évesen)     | 18   | Aston Villa       |

### Franciaország
Szövetségi kapitány:  Jacques Santini
| Szám | Poszt | Név                 | Születési dátum (Kor)            | Vál. | Klub              |
| ---- | ----- | ------------------- | -------------------------------- | ---- | ----------------- |
| 1    | K     | Mickaël Landreau    | 1979. május 14. (25 évesen)      |      | Nantes            |
| 2    | V     | Jean-Alain Boumsong | 1979. december 14. (24 évesen)   |      | Auxerre           |
| 3    | V     | Bixente Lizarazu    | 1969. december 9. (34 évesen)    |      | Bayern München    |
| 4    | KP    | Patrick Vieira      | 1976. június 23. (27 évesen)     |      | Arsenal           |
| 5    | V     | William Gallas      | 1977. augusztus 17. (26 évesen)  |      | Chelsea           |
| 6    | KP    | Claude Makélélé     | 1973. február 18. (31 évesen)    |      | Chelsea           |
| 7    | KP    | Robert Pirès        | 1973. október 29. (30 évesen)    |      | Arsenal           |
| 8    | V     | Marcel Desailly     | 1968. szeptember 7. (35 évesen)  |      | Chelsea           |
| 9    | CS    | Louis Saha          | 1978. augusztus 8. (25 évesen)   |      | Manchester United |
| 10   | KP    | Zinédine Zidane     | 1972. június 23. (31 évesen)     |      | Real Madrid       |
| 11   | CS    | Sylvain Wiltord     | 1974. május 10. (30 évesen)      |      | Arsenal           |
| 12   | CS    | Thierry Henry       | 1977. augusztus 17. (26 évesen)  |      | Arsenal           |
| 13   | V     | Mikaël Silvestre    | 1977. augusztus 9. (26 évesen)   |      | Manchester United |
| 14   | KP    | Jérôme Rothen       | 1978. március 31. (26 évesen)    |      | Monaco            |
| 15   | V     | Lilian Thuram       | 1972. január 1. (32 évesen)      |      | Juventus          |
| 16   | K     | Fabien Barthez      | 1971. június 28. (32 évesen)     |      | Marseille         |
| 17   | KP    | Olivier Dacourt     | 1974. szeptember 25. (29 évesen) |      | Roma              |
| 18   | KP    | Benoît Pedretti     | 1980. november 12. (23 évesen)   |      | Sochaux           |
| 19   | V     | Willy Sagnol        | 1977. március 18. (27 évesen)    |      | Bayern München    |
| 20   | CS    | David Trezeguet     | 1977. október 15. (26 évesen)    |      | Juventus          |
| 21   | CS    | Steve Marlet        | 1974. január 10. (30 évesen)     |      | Marseille         |
| 22   | CS    | Sidney Govou        | 1979. július 27. (24 évesen)     |      | Lyon              |
| 23   | K     | Grégory Coupet      | 1972. december 31. (31 évesen)   |      | Lyon              |

### Svájc
Szövetségi kapitány:  Jakob "Köbi" Kuhn
| Szám | Poszt | Név                 | Születési dátum (Kor)            | Vál. | Klub                     |
| ---- | ----- | ------------------- | -------------------------------- | ---- | ------------------------ |
| 1    | K     | Jörg Stiel          | 1968. március 3. (36 évesen)     |      | Borussia Mönchengladbach |
| 2    | V     | Bernt Haas          | 1978. április 8. (26 évesen)     |      | West Bromwich Albion     |
| 3    | V     | Bruno Berner        | 1977. november 21. (26 évesen)   |      | Freiburg                 |
| 4    | V     | Stéphane Henchoz    | 1974. szeptember 7. (29 évesen)  |      | Liverpool                |
| 5    | V     | Murat Yakın         | 1974. szeptember 15. (29 évesen) |      | Basel                    |
| 6    | KP    | Johann Vogel        | 1977. március 8. (27 évesen)     |      | PSV                      |
| 7    | KP    | Ricardo Cabanas     | 1979. január 17. (25 évesen)     |      | Grasshopper              |
| 8    | KP    | Raphaël Wicky       | 1977. április 26. (27 évesen)    |      | Hamburg                  |
| 9    | CS    | Alexander Frei      | 1979. július 15. (24 évesen)     |      | Rennes                   |
| 10   | KP    | Hakan Yakın         | 1977. február 22. (27 évesen)    |      | Stuttgart                |
| 11   | CS    | Stéphane Chapuisat  | 1969. június 28. (34 évesen)     |      | Young Boys               |
| 12   | K     | Pascal Zuberbühler  | 1971. január 8. (33 évesen)      |      | Basel                    |
| 13   | V     | Marco Zwyssig       | 1971. október 24. (32 évesen)    |      | Basel                    |
| 14   | V     | Ludovic Magnin      | 1979. április 20. (25 évesen)    |      | Werder Bremen            |
| 15   | KP    | Daniel Gygax        | 1981. augusztus 28. (22 évesen)  |      | Zürich                   |
| 16   | KP    | Fabio Celestini     | 1975. október 31. (28 évesen)    |      | Marseille                |
| 17   | V     | Christoph Spycher   | 1978. március 30. (26 évesen)    |      | Grasshopper              |
| 18   | KP    | Benjamin Huggel     | 1977. július 7. (26 évesen)      |      | Basel                    |
| 19   | KP    | Tranquillo Barnetta | 1985. május 22. (19 évesen)      |      | St. Gallen               |
| 20   | V     | Patrick Müller      | 1976. december 17. (27 évesen)   |      | Lyon                     |
| 21   | CS    | Milaim Rama         | 1976. február 29. (28 évesen)    |      | Thun                     |
| 22   | CS    | Johan Vonlanthen    | 1986. február 1. (18 évesen)     |      | PSV                      |
| 23   | K     | Sébastien Roth      | 1978. április 1. (26 évesen)     |      | Servette                 |

## C csoport

### Bulgária
Szövetségi kapitány:  Plamen Markov
| Szám | Poszt | Név                 | Születési dátum (Kor)           | Vál. | Klub              |
| ---- | ----- | ------------------- | ------------------------------- | ---- | ----------------- |
| 1    | K     | Zdravko Zdravkov    | 1970. október 4. (33 évesen)    |      | Litex Lovecs      |
| 2    | V     | Vladimir Ivanov     | 1973. február 6. (31 évesen)    |      | Lokomotiv Plovdiv |
| 3    | V     | Roszen Kirilov      | 1973. január 4. (31 évesen)     |      | Litex Lovecs      |
| 4    | V     | Ivajlo Petkov       | 1975. december 7. (28 évesen)   |      | Fenerbahçe        |
| 5    | V     | Zlatomir Zagorcsics | 1971. június 15. (32 évesen)    |      | Litex Lovecs      |
| 6    | V     | Kiril Kotev         | 1982. április 8. (22 évesen)    |      | Lokomotiv Plovdiv |
| 7    | KP    | Daniel Borimirov    | 1970. január 15. (34 évesen)    |      | Levszki Szofija   |
| 8    | KP    | Milen Petkov        | 1974. január 12. (30 évesen)    |      | AÉK               |
| 9    | CS    | Dimitar Berbatov    | 1981. január 30. (23 évesen)    |      | Bayer Leverkusen  |
| 10   | KP    | Velizar Dimitrov    | 1979. április 13. (25 évesen)   |      | CSZKA Szofija     |
| 11   | CS    | Zdravko Lazarov     | 1976. február 20. (28 évesen)   |      | Gaziantepspor     |
| 12   | K     | Sztojan Kolev       | 1976. február 3. (28 évesen)    |      | CSZKA Szofija     |
| 13   | KP    | Georgij Peev        | 1979. március 11. (25 évesen)   |      | Dinamo Kijiv      |
| 14   | CS    | Georgij Csilikov    | 1978. augusztus 23. (25 évesen) |      | Levszki Szofija   |
| 15   | KP    | Marian Hrisztov     | 1973. március 29. (31 évesen)   |      | Kaiserslautern    |
| 16   | CS    | Vladimir Mancsev    | 1977. október 6. (26 évesen)    |      | Lille OSC         |
| 17   | KP    | Martin Petrov       | 1979. január 15. (25 évesen)    |      | Wolfsburg         |
| 18   | V     | Predrag Pažin       | 1973. március 14. (31 évesen)   |      | Sahtar Doneck     |
| 19   | KP    | Sztilijan Petrov    | 1979. július 5. (24 évesen)     |      | Celtic            |
| 20   | CS    | Valeri Bozsinov     | 1986. február 15. (18 évesen)   |      | Lecce             |
| 21   | CS    | Zoran Jankovics     | 1974. február 8. (30 évesen)    |      | Dalian Shide      |
| 22   | V     | Ilian Sztojanov     | 1977. január 20. (27 évesen)    |      | Levszki Szofija   |
| 23   | K     | Dimitar Ivankov     | 1975. október 30. (28 évesen)   |      | Levszki Szofija   |

### Dánia
Szövetségi kapitány:  Morten Olsen
| Szám | Poszt | Név               | Születési dátum (Kor)           | Vál. | Klub              |
| ---- | ----- | ----------------- | ------------------------------- | ---- | ----------------- |
| 1    | K     | Thomas Sørensen   | 1976. június 12. (28 évesen)    |      | Aston Villa       |
| 2    | V     | Kasper Bøgelund   | 1980. október 8. (23 évesen)    |      | PSV               |
| 3    | V     | René Henriksen    | 1969. augusztus 27. (34 évesen) |      | Panathinaikósz    |
| 4    | V     | Martin Laursen    | 1977. július 26. (26 évesen)    |      | Milan             |
| 5    | V     | Niclas Jensen     | 1974. augusztus 17. (29 évesen) |      | Borussia Dortmund |
| 6    | V     | Thomas Helveg     | 1971. június 24. (32 évesen)    |      | Internazionale    |
| 7    | KP    | Thomas Gravesen   | 1976. március 11. (28 évesen)   |      | Everton           |
| 8    | KP    | Jesper Grønkjær   | 1977. augusztus 12. (26 évesen) |      | Chelsea           |
| 9    | CS    | Jon Dahl Tomasson | 1976. augusztus 29. (27 évesen) |      | Milan             |
| 10   | KP    | Martin Jørgensen  | 1975. október 6. (28 évesen)    |      | Udinese           |
| 11   | CS    | Ebbe Sand         | 1972. július 19. (31 évesen)    |      | Schalke 04        |
| 12   | KP    | Thomas Kahlenberg | 1983. március 20. (21 évesen)   |      | Brøndby           |
| 13   | V     | Per Krøldrup      | 1979. július 31. (24 évesen)    |      | Udinese           |
| 14   | KP    | Claus Jensen      | 1977. április 29. (27 évesen)   |      | Charlton Athletic |
| 15   | KP    | Daniel Jensen     | 1979. június 25. (24 évesen)    |      | Real Murcia       |
| 16   | K     | Peter Skov-Jensen | 1971. június 9. (33 évesen)     |      | Midtjylland       |
| 17   | KP    | Christian Poulsen | 1980. február 28. (24 évesen)   |      | Schalke 04        |
| 18   | V     | Brian Priske      | 1977. május 14. (27 évesen)     |      | Racing Genk       |
| 19   | CS    | Dennis Rommedahl  | 1978. július 22. (25 évesen)    |      | PSV               |
| 20   | CS    | Kenneth Perez     | 1974. augusztus 29. (29 évesen) |      | AZ                |
| 21   | CS    | Peter Madsen      | 1978. április 26. (26 évesen)   |      | Bochum            |
| 22   | K     | Stephan Andersen  | 1981. november 26. (22 évesen)  |      | AB                |
| 23   | CS    | Peter Løvenkrands | 1980. január 29. (24 évesen)    |      | Rangers           |

### Olaszország
Szövetségi kapitány:  Giovanni Trapattoni
| Szám | Poszt | Név                  | Születési dátum (Kor)            | Vál. | Klub           |
| ---- | ----- | -------------------- | -------------------------------- | ---- | -------------- |
| 1    | K     | Gianluigi Buffon     | 1978. január 28. (26 évesen)     |      | Juventus       |
| 2    | V     | Christian Panucci    | 1973. április 12. (31 évesen)    |      | Roma           |
| 3    | V     | Massimo Oddo         | 1976. június 14. (27 évesen)     |      | Lazio          |
| 4    | KP    | Cristiano Zanetti    | 1977. április 14. (27 évesen)    |      | Internazionale |
| 5    | V     | Fabio Cannavaro      | 1973. szeptember 13. (30 évesen) |      | Internazionale |
| 6    | KP    | Matteo Ferrari       | 1979. december 5. (24 évesen)    |      | Parma          |
| 7    | CS    | Alessandro Del Piero | 1974. november 9. (29 évesen)    |      | Juventus       |
| 8    | KP    | Gennaro Gattuso      | 1978. január 9. (26 évesen)      |      | Milan          |
| 9    | CS    | Christian Vieri      | 1973. július 12. (30 évesen)     |      | Internazionale |
| 10   | CS    | Francesco Totti      | 1976. szeptember 27. (27 évesen) |      | Roma           |
| 11   | CS    | Bernardo Corradi     | 1976. március 30. (28 évesen)    |      | Lazio          |
| 12   | K     | Francesco Toldo      | 1971. december 2. (32 évesen)    |      | Internazionale |
| 13   | V     | Alessandro Nesta     | 1976. március 19. (28 évesen)    |      | Milan          |
| 14   | KP    | Stefano Fiore        | 1975. április 17. (29 évesen)    |      | Lazio          |
| 15   | V     | Giuseppe Favalli     | 1972. január 8. (32 évesen)      |      | Lazio          |
| 16   | KP    | Mauro Camoranesi     | 1976. október 4. (27 évesen)     |      | Juventus       |
| 17   | CS    | Marco di Vaio        | 1976. július 15. (27 évesen)     |      | Juventus       |
| 18   | CS    | Antonio Cassano      | 1982. július 12. (21 évesen)     |      | Roma           |
| 19   | V     | Gianluca Zambrotta   | 1977. február 19. (27 évesen)    |      | Juventus       |
| 20   | KP    | Simone Perrotta      | 1977. szeptember 17. (26 évesen) |      | Chievo         |
| 21   | KP    | Andrea Pirlo         | 1979. május 19. (25 évesen)      |      | Milan          |
| 22   | K     | Angelo Peruzzi       | 1970. február 16. (34 évesen)    |      | Lazio          |
| 23   | V     | Marco Materazzi      | 1973. augusztus 19. (30 évesen)  |      | Internazionale |

### Svédország
Szövetségi kapitány:  Tommy Söderberg és  Lars Lagerbäck
| Szám | Poszt | Név                   | Születési dátum (Kor)            | Vál. | Klub             |
| ---- | ----- | --------------------- | -------------------------------- | ---- | ---------------- |
| 1    | K     | Andreas Isaksson      | 1981. október 3. (22 évesen)     |      | Djurgården       |
| 2    | V     | Teddy Lučić           | 1973. április 15. (31 évesen)    |      | Bayer Leverkusen |
| 3    | V     | Olof Mellberg         | 1977. szeptember 3. (26 évesen)  |      | Aston Villa      |
| 4    | V     | Johan Mjällby         | 1971. február 9. (33 évesen)     |      | Celtic           |
| 5    | V     | Erik Edman            | 1978. november 11. (25 évesen)   |      | Heerenveen       |
| 6    | KP    | Tobias Linderoth      | 1979. április 21. (25 évesen)    |      | Everton          |
| 7    | KP    | Mikael Nilsson        | 1978. június 24. (25 évesen)     |      | Halmstad         |
| 8    | KP    | Anders Svensson       | 1976. július 17. (27 évesen)     |      | Southampton      |
| 9    | KP    | Fredrik Ljungberg     | 1977. április 16. (27 évesen)    |      | Arsenal          |
| 10   | CS    | Zlatan Ibrahimović    | 1981. október 3. (22 évesen)     |      | Ajax             |
| 11   | CS    | Henrik Larsson        | 1971. szeptember 20. (32 évesen) |      | Celtic           |
| 12   | K     | Magnus Hedman         | 1973. március 19. (31 évesen)    |      | Ancona           |
| 13   | V     | Petter Hansson        | 1976. december 14. (27 évesen)   |      | Heerenveen       |
| 14   | V     | Alexander Östlund     | 1978. február 11. (26 évesen)    |      | Hammarby         |
| 15   | V     | Andreas Jakobsson     | 1972. október 6. (31 évesen)     |      | Brøndby          |
| 16   | KP    | Kim Källström         | 1982. augusztus 24. (21 évesen)  |      | Rennes           |
| 17   | KP    | Anders Andersson      | 1974. március 15. (30 évesen)    |      | Belenenses       |
| 18   | CS    | Mattias Jonson        | 1974. január 16. (30 évesen)     |      | Brøndby          |
| 19   | KP    | Pontus Farnerud       | 1980. június 4. (24 évesen)      |      | Strasbourg       |
| 20   | CS    | Marcus Allbäck        | 1973. július 5. (30 évesen)      |      | Aston Villa      |
| 21   | KP    | Christian Wilhelmsson | 1979. december 8. (24 évesen)    |      | Anderlecht       |
| 22   | V     | Erik Wahlstedt        | 1976. április 16. (28 évesen)    |      | Helsingborg      |
| 23   | K     | Magnus Kihlstedt      | 1972. február 29. (32 évesen)    |      | FC København     |

## D csoport

### Csehország
Szövetségi kapitány:  Karel Brückner
| Szám | Poszt | Név               | Születési dátum (Kor)            | Vál. | Klub                     |
| ---- | ----- | ----------------- | -------------------------------- | ---- | ------------------------ |
| 1    | K     | Petr Čech         | 1982. május 20. (22 évesen)      |      | Rennes                   |
| 2    | V     | Zdeněk Grygera    | 1980. május 14. (24 évesen)      |      | Ajax                     |
| 3    | V     | Pavel Mareš       | 1976. január 18. (28 évesen)     |      | Zenyit Szankt-Petyerburg |
| 4    | KP    | Tomáš Galásek     | 1973. január 15. (31 évesen)     |      | Ajax                     |
| 5    | V     | René Bolf         | 1974. február 25. (30 évesen)    |      | Baník Ostrava            |
| 6    | V     | Marek Jankulovski | 1977. május 9. (27 évesen)       |      | Udinese                  |
| 7    | KP    | Vladimír Šmicer   | 1973. május 24. (31 évesen)      |      | Liverpool                |
| 8    | KP    | Karel Poborský    | 1972. március 30. (32 évesen)    |      | Sparta Praha             |
| 9    | CS    | Jan Koller        | 1973. március 30. (31 évesen)    |      | Borussia Dortmund        |
| 10   | KP    | Tomáš Rosický     | 1980. október 4. (23 évesen)     |      | Borussia Dortmund        |
| 11   | KP    | Pavel Nedvěd      | 1972. augusztus 30. (31 évesen)  |      | Juventus                 |
| 12   | CS    | Vratislav Lokvenc | 1973. szeptember 27. (30 évesen) |      | Kaiserslautern           |
| 13   | V     | Martin Jiránek    | 1979. május 25. (25 évesen)      |      | Reggina                  |
| 14   | KP    | Štěpán Vachoušek  | 1979. július 26. (24 évesen)     |      | Marseille                |
| 15   | CS    | Milan Baroš       | 1981. október 28. (22 évesen)    |      | Liverpool                |
| 16   | K     | Jaromír Blažek    | 1972. december 29. (31 évesen)   |      | Sparta Praha             |
| 17   | V     | Tomáš Hübschman   | 1981. szeptember 4. (22 évesen)  |      | Sparta Praha             |
| 18   | CS    | Marek Heinz       | 1977. augusztus 4. (26 évesen)   |      | Baník Ostrava            |
| 19   | KP    | Roman Týce        | 1977. május 7. (27 évesen)       |      | 1860 München             |
| 20   | KP    | Jaroslav Plašil   | 1982. január 5. (22 évesen)      |      | Monaco                   |
| 21   | V     | Tomáš Ujfaluši    | 1978. március 24. (26 évesen)    |      | Hamburg                  |
| 22   | V     | David Rozehnal    | 1980. július 5. (23 évesen)      |      | Club Brugge              |
| 23   | K     | Antonín Kinský    | 1975. május 31. (29 évesen)      |      | Saturn Ramenskoe         |

### Németország
Szövetségi kapitány:  Rudi Völler
| Szám | Poszt | Név                    | Születési dátum (Kor)            | Vál. | Klub              |
| ---- | ----- | ---------------------- | -------------------------------- | ---- | ----------------- |
| 1    | K     | Oliver Kahn            | 1969. június 15. (34 évesen)     |      | Bayern München    |
| 2    | V     | Andreas Hinkel         | 1982. március 26. (22 évesen)    |      | Stuttgart         |
| 3    | V     | Arne Friedrich         | 1979. május 29. (25 évesen)      |      | Hertha Berlin     |
| 4    | V     | Christian Wörns        | 1972. május 10. (32 évesen)      |      | Borussia Dortmund |
| 5    | V     | Jens Nowotny           | 1974. január 11. (30 évesen)     |      | Bayer Leverkusen  |
| 6    | V     | Frank Baumann          | 1975. október 29. (28 évesen)    |      | Werder Bremen     |
| 7    | KP    | Bastian Schweinsteiger | 1984. augusztus 1. (19 évesen)   |      | Bayern München    |
| 8    | KP    | Dietmar Hamann         | 1973. augusztus 27. (30 évesen)  |      | Liverpool         |
| 9    | CS    | Fredi Bobić            | 1971. október 30. (32 évesen)    |      | Hertha BSC        |
| 10   | CS    | Kevin Kurányi          | 1982. március 2. (22 évesen)     |      | Stuttgart         |
| 11   | CS    | Miroslav Klose         | 1978. június 9. (26 évesen)      |      | Kaiserslautern    |
| 12   | K     | Jens Lehmann           | 1969. november 10. (34 évesen)   |      | Arsenal           |
| 13   | KP    | Michael Ballack        | 1976. szeptember 26. (27 évesen) |      | Bayern München    |
| 14   | CS    | Thomas Brdarić         | 1975. január 23. (29 évesen)     |      | Hannover          |
| 15   | KP    | Sebastian Kehl         | 1980. február 13. (24 évesen)    |      | Borussia Dortmund |
| 16   | KP    | Jens Jeremies          | 1974. március 5. (30 évesen)     |      | Bayern München    |
| 17   | V     | Christian Ziege        | 1972. február 1. (32 évesen)     |      | Tottenham Hotspur |
| 18   | KP    | Fabian Ernst           | 1979. május 30. (25 évesen)      |      | Werder Bremen     |
| 19   | KP    | Bernd Schneider        | 1973. november 17. (30 évesen)   |      | Bayer Leverkusen  |
| 20   | CS    | Lukas Podolski         | 1985. június 4. (19 évesen)      |      | Köln              |
| 21   | V     | Philipp Lahm           | 1983. november 11. (20 évesen)   |      | Stuttgart         |
| 22   | KP    | Torsten Frings         | 1976. november 22. (27 évesen)   |      | Borussia Dortmund |
| 23   | K     | Timo Hildebrand        | 1979. április 5. (25 évesen)     |      | Stuttgart         |

### Lettország
Szövetségi kapitány:  Aleksandrs Starkovs
| Szám | Poszt | Név                  | Születési dátum (Kor)            | Vál. | Klub                         |
| ---- | ----- | -------------------- | -------------------------------- | ---- | ---------------------------- |
| 1    | K     | Aleksandrs Koliņko   | 1975. június 18. (28 évesen)     |      | FK Rosztov                   |
| 2    | V     | Igors Stepanovs      | 1976. január 21. (28 évesen)     |      | Beveren                      |
| 3    | KP    | Vitālijs Astafjevs   | 1971. április 3. (33 évesen)     |      | Admira Wacker                |
| 4    | V     | Mihails Zemļinskis   | 1969. december 21. (34 évesen)   |      | Skonto                       |
| 5    | KP    | Juris Laizāns        | 1979. január 6. (25 évesen)      |      | CSZKA Moszkva                |
| 6    | V     | Oļegs Blagonadeždins | 1973. május 16. (31 évesen)      |      | Skonto                       |
| 7    | V     | Aleksandrs Isakovs   | 1973. szeptember 16. (30 évesen) |      | Skonto                       |
| 8    | KP    | Imants Bleidelis     | 1975. augusztus 16. (28 évesen)  |      | Viborg                       |
| 9    | CS    | Māris Verpakovskis   | 1979. október 15. (24 évesen)    |      | Dinamo Kijiv                 |
| 10   | KP    | Andrejs Rubins       | 1978. november 26. (25 évesen)   |      | Sinnyik Jaroszlavl           |
| 11   | CS    | Andrejs Prohorenkovs | 1977. február 5. (27 évesen)     |      | Makkabi Tel-Aviv             |
| 12   | K     | Andrejs Piedels      | 1970. szeptember 17. (33 évesen) |      | Skonto                       |
| 13   | KP    | Jurģis Pučinskis     | 1973. március 1. (31 évesen)     |      | Lucs-Enyergija Vlagyivosztok |
| 14   | KP    | Valentīns Lobaņovs   | 1971. október 23. (32 évesen)    |      | Metalurh Zaporizzsja         |
| 15   | V     | Māris Smirnovs       | 1976. június 2. (28 évesen)      |      | Ventspils                    |
| 16   | V     | Dzintars Zirnis      | 1977. április 25. (27 évesen)    |      | Metalurgs                    |
| 17   | CS    | Marian Pahars        | 1976. augusztus 5. (27 évesen)   |      | Southampton                  |
| 18   | V     | Igors Korabļovs      | 1974. november 23. (29 évesen)   |      | Ventspils                    |
| 19   | KP    | Andrejs Štolcers     | 1974. augusztus 7. (29 évesen)   |      | Fulham                       |
| 20   | K     | Andrejs Pavlovs      | 1979. február 22. (25 évesen)    |      | Skonto                       |
| 21   | CS    | Mihails Miholaps     | 1974. augusztus 24. (29 évesen)  |      | Skonto                       |
| 22   | V     | Artūrs Zakreševskis  | 1971. augusztus 7. (32 évesen)   |      | Skonto                       |
| 23   | CS    | Vīts Rimkus          | 1973. június 21. (30 évesen)     |      | Ventspils                    |

### Hollandia
Szövetségi kapitány:  Dick Advocaat
| Szám | Poszt | Név                      | Születési dátum (Kor)            | Vál. | Klub              |
| ---- | ----- | ------------------------ | -------------------------------- | ---- | ----------------- |
| 1    | K     | Edwin van der Sar        | 1970. október 29. (33 évesen)    | 82   | Fulham            |
| 2    | V     | Michael Reiziger         | 1973. május 3. (31 évesen)       | 66   | Barcelona         |
| 3    | V     | Jaap Stam                | 1972. július 17. (31 évesen)     | 60   | Lazio             |
| 4    | V     | Wilfred Bouma            | 1978. június 15. (25 évesen)     | 10   | PSV               |
| 5    | V     | Giovanni van Bronckhorst | 1975. február 5. (29 évesen)     | 34   | Barcelona         |
| 6    | KP    | Phillip Cocu             | 1970. október 29. (33 évesen)    | 77   | Barcelona         |
| 7    | CS    | Andy van der Meyde       | 1979. szeptember 30. (24 évesen) | 11   | Internazionale    |
| 8    | KP    | Edgar Davids             | 1973. március 13. (31 évesen)    | 61   | Barcelona         |
| 9    | CS    | Patrick Kluivert         | 1976. július 1. (27 évesen)      | 77   | Barcelona         |
| 10   | CS    | Ruud van Nistelrooy      | 1976. július 1. (27 évesen)      | 31   | Manchester United |
| 11   | KP    | Rafael van der Vaart     | 1983. február 11. (21 évesen)    | 16   | Ajax              |
| 12   | CS    | Roy Makaay               | 1975. szeptember 9. (28 évesen)  | 30   | Bayern München    |
| 13   | K     | Sander Westerveld        | 1974. október 23. (29 évesen)    | 6    | Real Sociedad     |
| 14   | KP    | Wesley Sneijder          | 1984. június 9. (20 évesen)      | 7    | Ajax              |
| 15   | V     | Frank de Boer            | 1970. május 15. (34 évesen)      | 109  | Rangers           |
| 16   | KP    | Marc Overmars            | 1973. március 29. (31 évesen)    | 82   | Barcelona         |
| 17   | CS    | Pierre van Hooijdonk     | 1969. november 29. (34 évesen)   | 38   | Fenerbahçe        |
| 18   | V     | John Heitinga            | 1983. november 15. (20 évesen)   | 4    | Ajax              |
| 19   | KP    | Arjen Robben             | 1984. január 23. (20 évesen)     | 4    | PSV               |
| 20   | KP    | Clarence Seedorf         | 1976. április 1. (28 évesen)     | 71   | Milan             |
| 21   | KP    | Paul Bosvelt             | 1970. március 26. (34 évesen)    | 21   | Manchester City   |
| 22   | KP    | Boudewijn Zenden         | 1976. augusztus 15. (27 évesen)  | 51   | Middlesbrough     |
| 23   | K     | Ronald Waterreus         | 1970. augusztus 25. (33 évesen)  | 6    | PSV               |